# Abdusamad Samijew
Abdusamad Samijew (ros. /tadż. Абдусамад Самиев, ur. 22 kwietnia 1948 w dystrykcie Raszt Tadżyckiej SRRR, zm. 28 czerwca 2020 w Duszanbe) – radziecki i tadżycki filozof, doktor nauk filozoficznych, profesor, uhonorowany tytułem „Przodownik Szkolnictwa Republiki Tadżykistan“ (2002).

## Życiorys
W 1972 roku ukończył studia na Tadżyckim Uniwersytecie Państwowym imienia Lenina. W 1979 roku został pracownikiem naukowym Akademii Nauk Republiki Tadżykistan. W latach 1986–1992 był tam kierownikiem zakładu materializmu dialektycznego i historycznego. Od roku 1992 do 2000 kierował zakładem filozofii społecznej w Instytucie Filozofii i Prawa przy Akademii Nauk Republiki Tadżykistan. Od 2000 pełnił funkcje kierownika Katedry Filozofii i Politologii na Słowiańskim Uniwersytecie Tadżycko-Rosyjskim. Zmarł w Duszanbe na chorobę serca.

## Prace
- Генезис и развитие исторического сознания / А. Самиев ; Отв. ред. Г. Ашуров. — Душанбе : Дониш, 1988. — 120
- Культура как фактор национального единства // Национальное единство. — Душанбе, 2006;
- Национальная идея как философия национального единства // Теория и методология национального единства. — Душанбе, 2007;
- Историческое сознание как самопознание общества. — Душанбе, 2009.
- История и философия науки. Учебник. — Душанбе, 2014.